# Temporada 1958 de la NFL
La Temporada 1958 de la NFL fue la 39.ª en la historia de la NFL. El RB de Cleveland, Jim Brown, logró un récord en la NFL al llegar a las 1.527 yardas por tierra en una temporada, mas cayeron ante los Giants en el juego de desempate en la conferencia Este, 10-0.
La temporada finalizó cuando los Baltimore Colts vencieron a los New York Giants 23-17 por el juego de campeonato
de la NFL en tiempo extra.El juego terminó cuando el fullback de los Colts Alan Ameche anotó un touchdown de una yarda después 8:15 minutos. Este juego llegó a ser conocido por los fanáticos del Fútbol americano como El juego más grande jamás disputado.

## Carrera de Conferencia
El juego por el campeonato de 1958 entre los Colts-Giants marcó un hito en la popularidad del fútbol profesional, aunque los Giants casi no lo llegaron a disputarla. Los Browns lideraron la carrera por el título en la Conferencia Este hasta la última semana. El 14 de diciembre, los Browns (9-2) visitó a los Giants (8-3). Como una tormenta de nieve barrió el Yankee Stadium, los Browns ganaban 10-3 hasta que los Giants empataron con un pase de Frank Gifford a Bob Schnelker. Pat Summerall de los Giants falló un gol de campo de 31 yardas
con 4½ minutos para el final. Con dos minutos en juego, Summerall tuvo otra oportunidad de 49 yardas, con las inclemencias del tiempo y lo
conectó para una victoria 13-10. El poste de la meta de ese juego se descompuso y una parte de ella fue utilizado más tarde por FOX Sports como parte de una placa que se le dio a Summerall como un presente de jubilación tras el Super Bowl XXXVI, en que él y John Madden fueron llamados por Fox. Los Browns y los Giants terminaron con registros de 9-3, y en el juego de Desempate de la siguiente semana, los Giants ganaron nuevamente en el Yankee Stadium, 10-0.
La Conferencia Oeste tuvo a su campeón después de diez juegos, con los Colts en 9-1, los Bears y Rams fueron eliminados matemáticamente en 6-4. Los Colts perdieron sus dos últimos partidos fuera de casa en California para terminar en 9-3, un juego por delante de los Bears.
Los Green Bay Packers terminaron con la peor marca de la liga en 1-10-1 y contrataron a Vince Lombardi, entrenador ofensivo de los Giants, como entrenador en jefe en enero de 1959.
| Semana | Oeste                    | Marca | Este                      | Marca |
| ------ | ------------------------ | ----- | ------------------------- | ----- |
| 1      | 3 equipos (Bal, Chi, SF) | 1–0–0 | 3 equipos (Cle, NYG, Was) | 1–0–0 |
| 2      | Baltimore Colts          | 2–0–0 | Cleveland Browns          | 2–0–0 |
| 3      | Baltimore Colts          | 3–0–0 | Cleveland Browns          | 3–0–0 |
| 4      | Baltimore Colts          | 4–0–0 | Cleveland Browns          | 4–0–0 |
| 5      | Baltimore Colts          | 5–0–0 | Cleveland Browns          | 5–0–0 |
| 6      | Baltimore Colts          | 6–0–0 | Cleveland Browns          | 5–1–0 |
| 7      | Baltimore Colts          | 6–1–0 | Empate (Cle, NYG)         | 5–2–0 |
| 8      | Baltimore Colts          | 7–1–0 | Cleveland Browns          | 6–2–0 |
| 9      | Baltimore Colts          | 8–1–0 | Cleveland Browns          | 7–2–0 |
| 10     | Baltimore Colts          | 9–1–0 | Cleveland Browns          | 8–2–0 |
| 11     | Baltimore Colts          | 9–2–0 | Cleveland Browns          | 9–2–0 |
| 12     | Baltimore Colts          | 9–3–0 | Empate (Giants, Browns)   | 9–3–0 |

## Temporada regular
V = Victorias, D = Derrotas, E = Empates, CTE = Cociente de victorias, PF= Puntos a favor, PC = Puntos en contra
Nota: Los juegos empatados no fueron contabilizados de manera oficial en las posiciones hasta 1972
| New York Giants     | 9 | 3 | 0 | .750 | 246 | 183 |
| Cleveland Browns    | 9 | 3 | 0 | .750 | 302 | 217 |
| Pittsburgh Steelers | 7 | 4 | 1 | .636 | 261 | 230 |
| Washington Redskins | 4 | 7 | 1 | .364 | 214 | 268 |
| Chicago Cardinals   | 2 | 9 | 1 | .182 | 261 | 356 |
| Philadelphia Eagles | 2 | 9 | 1 | .182 | 235 | 306 |

| Baltimore Colts     | 9 | 3  | 0 | .750 | 381 | 203 |
| Chicago Bears       | 8 | 4  | 0 | .667 | 298 | 230 |
| Los Angeles Rams    | 8 | 4  | 0 | .667 | 344 | 278 |
| San Francisco 49ers | 6 | 6  | 0 | .500 | 257 | 324 |
| Detroit Lions       | 4 | 7  | 1 | .364 | 261 | 276 |
| Green Bay Packers   | 1 | 10 | 1 | .091 | 193 | 382 |

## Juego de Campeonato
- Juego de Desempate, Conferencia Este
- New York 10, Cleveland 0, 21 de diciembre de 1958, Yankee Stadium, New York, New York
- Juego de Campeonato
- Baltimore 23, New York 17 (OT), 28 de diciembre de 1958, Yankee Stadium, New York, New York

## Premios anuales
Al final de temporada se entregan diferentes premios reconociendo el valor del jugador durante la temporada entera.
| Premio              | Ganador     | Posición     | Equipo           |
| ------------------- | ----------- | ------------ | ---------------- |
| Jugador más valioso | Jim Brown   | Running back | Cleveland Browns |
| Entrenador del año  | Weeb Eubank | Head Coach   | Baltimore Colts  |

## Líderes de la liga
| Estadísticas | Nombre      | Equipo      | Yardas |
| ------------ | ----------- | ----------- | ------ |
| Pasando      | Billy Wade  | Los Ángeles | 2.875  |
| Corriendo    | Jim Brown   | Cleveland   | 1.527  |
| Recibiendo   | Del Shofner | Los Ángeles | 1.097  |